# Kurt Moll
Kurt Moll (ur. 11 kwietnia 1938 w Buir, zm. 5 marca 2017 w Kolonii) – niemiecki śpiewak operowy, bas.

## Życiorys

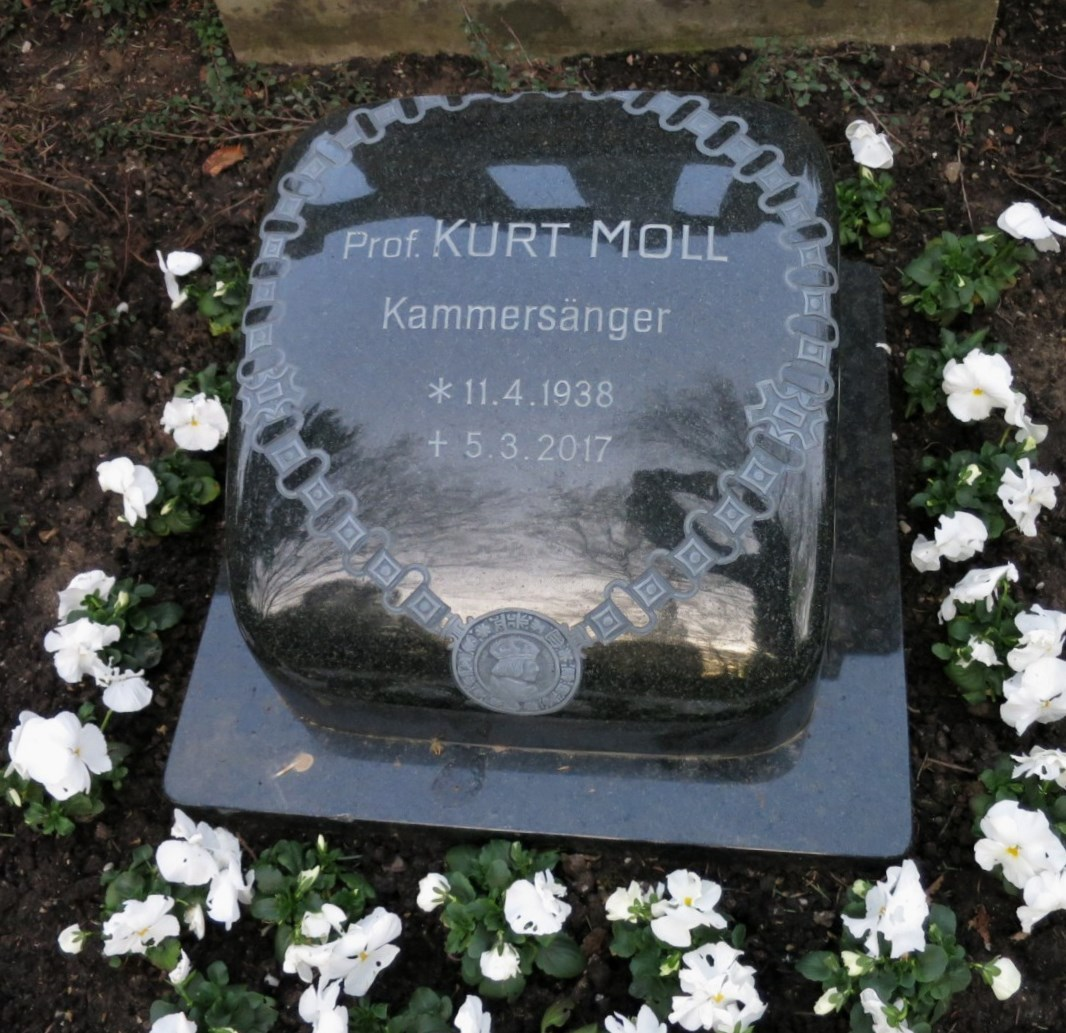
Grób na cmentarzu Melaten w Kolonii

W dzieciństwie był członkiem szkolnego chóru, uczył się też gry na gitarze i wiolonczeli. Studiował w Hochschule für Musik w Kolonii u Emmy Müller. Związany był z operami w Kolonii (1958–1961), Akwizgranie (1961–1963), Moguncji (1963–1966) i Wuppertalu (1966–1969). Od 1967 roku występował na festiwalu w Bayreuth, gdzie kreował role Króla Marka w Tristanie i Izoldzie, Gurnemanza w Parsifalu, Hundinga w Walkirii i Pognera w Śpiewakach norymberskich. Od 1970 roku występował na festiwalu w Salzburgu. Gościł na deskach Opery Wiedeńskiej, mediolańskiej La Scali, Opéra de Paris, nowojorskiej Metropolitan Opera i londyńskiego Covent Garden Theatre.
Zasłynął przede wszystkim jako wykonawca XIX-wiecznego repertuaru operowego (Wagner, Weber, Verdi, Massenet), a także rolami Mozartowskimi (Sarastro w Czarodziejskim flecie, Osmin w Uprowadzeniu z seraju). Występował też jako śpiewak koncertujący z repertuarem oratoryjnym i kantatowym. Dokonał licznych nagrań płytowych. Odznaczony został Bawarskim Orderem Zasługi oraz Orderem Maksymiliana.